# Crazy Thunder Road
Pour plus de détails, voir Fiche technique et Distribution.
Crazy Thunder Road (狂い咲きサンダーロード, Kuruizaki Sandā Rōdo) est un film d'action japonais sur le mouvement punk, écrit et réalisé par Sōgo Ishii et sorti en 1980.
Le film est le projet de fin d'études de Sōgo Ishii, alors étudiant à l'université Nihon, et a été distribué par la Toei Company.

## Synopsis
Quand le leader d'un des plus redoutés gangs de bikers de Tokyo tombe amoureux d'une barmaid, et en perd son idéologie rebelle, le reste du gang se sent trahi. En particulier Ken, un garçon perturbé, qui décide de se révolter contre son ancien ami.

## Fiche technique
- Réalisation : Sōgo Ishii
- Assistant réalisateur : Akira Ogata
- Scénario : Sōgo Ishii, Mitsuhiko Akita, Masumi Hirayanagi
- Production : Hiroshi Kobayashi, Mitsuhiko Akita
- Photographie : Norimichi Kasamatsu (de)
- Musique : Shigeru Izumiya (en)

## Distribution
- Tatsuo Yamada : Hitoshi
- Masamitsu Ohike : Yukio
- Koji Nanjo : Ken
- Nenji Kobayashi : Tsuyoshi
- Yosuke Nakajima :
- Kazuhiro Sano :
- Daisuke Iijima :
- Yoichi Iijima :